# والتر فريدريك فيرير
والتر فريدريك فيرير هو جيولوجي كندي، ولد في 4 مايو 1865 في مونتريال في كندا، وتوفي في 15 نوفمبر 1950 في تورونتو في كندا.